# Artanavaz
Der Artanavaz ist ein Torrente im Vallée du Grand-Saint-Bernard, einer Landschaft des Aostatals in den italienischen Westalpen, und ein Nebenfluss des Buthier.
Der Bach entspringt als Torrent de la Belle Combe an der Aiguille d’Artanavaz und unter dem Col de Malatra. In der Nähe steht die Schutzhütte Rifugio Frassati. Der zweite Quellbach Torrent des Thoules beginnt am Gletscher Glacier des Bosses unter dem Grand Golliat, einem Berg auf der Staatsgrenze zwischen Italien und der Schweiz. Im Oberlauf hat der Bergbach auch den lokalen Namen Torrent des Bosses.
Bei Saint-Léonard mündet von links der Torrent du Grand Saint Bernard und bei Étroubles der Menouvebach in den Artanavaz.
Durch das Artanavaztal verlaufen die Passstraße des Grossen Sankt Bernhard und parallel dazu der alte Fußweg der historischen Via Francigena, die Zufahrt zum Grossen Sankt Bernhard-Tunnel sowie die internationale Ölpipeline Oléoduc du Rhône.
In der Combe des Merdeux beginnt die Trasse des ehemaligen Bewässerungskanals Ru de Vullien für die Ortschaft Saint-Léonard, bei Étroubles zweigt der Bewässerungskanal Ru neuf vom Bergbach ab, und bei Allein wird ihm Wasser für das Kraftwerk Signayes entnommen.
Beim Weiler Moulin, der zur Gemeinde Roisan gehört, mündet der Artanavaz in den Fluss Buthier.